# Phil Ohl
Philippe „Phil“ Ohl (* 7. Februar 1964 in Iserlohn) ist ein ehemaliger kanadischer Basketballspieler. Nach erfolgreicher Studienzeit, wo er in der Canadian Interuniversity Athletics Union (CIAU) mit seiner Mannschaft viermal die Meisterschaft gewann und 1985 als Most Valuable Player ausgezeichnet wurde, spielte er anschließend in der deutschen 2. Basketball-Bundesliga beim VBC Paderborn, bevor er zurück in seiner Heimat als Nationalspieler Teilnehmer der Weltmeisterschaft 1990 und der Olympiaqualifikation 1992 war, bei der Kanada jedoch die eigentliche Teilnahme an den Olympischen Spielen verpasste. Später arbeitete Ohl als Unternehmensberater und als Hochschul-Basketballtrainer.

## Karriere
Ohls Vater wurde in Deutschland geboren, wanderte nach Kanada aus und wurde 1958 kanadischer Staatsbürger. Phil Ohl, dessen Mutter Kanadierin war, kam in Iserlohn zur Welt, wo sein Vater als Soldat der kanadischen Armee stationiert war. Er kam bereits mit 17 Jahren an die University of Victoria, wo er auch in der Hochschulmannschaft Vikes unter Trainer Ken Shields spielte, der die Mannschaft von 1980 bis 1986 zu sieben Meisterschaften in Folge führte. Zu Ohls Mitspielern gehörten unter anderem die Auswahlspieler Eli Pasquale, Gerald Kazanowski und Greg Wiltjer, bevor Ohl in seinem Abschlussjahr 1985 bei seinem vierten Meisterschaftsgewinn in der CIAU selbst als Most Valuable Player des Finalturniers ausgezeichnet wurde. Zuvor hatte Ohl mit der kanadischen Juniorenauswahl an der Junioren-Weltmeisterschaft 1983 teilgenommen, bei der Kanada auf den Balearen jedoch nach nur einem Vorrundensieg den letzten Platz der 14 teilnehmenden Mannschaften belegte.
Nachdem Ohl in Kanada bereits ein Lehramtsstudium abgeschlossen hatte, wechselte er als Berufsbasketballspieler zum deutschen Zweitligisten VBC Paderborn und nahm in seinem Geburtsland Deutschland an der Universität Paderborn ein Zweitstudium auf. Der VBC Paderborn, der gemäß der damaligen Bestimmungen nur einen Spieler ohne deutschen Staatsbürgerschaft in Meisterschaftsspielen einsetzen durfte, ersetzte durch Ohl den gebürtigen US-Amerikaner Lewis Bryant, der zur Vorsaison mit der Mannschaft den Aufstieg in die 2. Basketball-Bundesliga erreicht hatte und aus beruflichen Gründen kürzer trat. In der 2. BBL 1985/86 erreichten die Paderborner unter Trainer Martin Krüger mit Ohl erstmals die obere Tabellenhälfte und bereits in ihrer zweiten Zweitligasaison die Aufstiegsrunde zur höchsten Spielklasse. Bis auf die 2. BBL 1988/89 wurde die Aufstiegsrunde regelmäßig erreicht, ohne dass die Paderborner hier die sportliche Qualifikation zum Aufstieg erreichen konnten. Nach dem siebten Platz 1989 in einer neu geschaffenen Platzierungsrunde für die vier im Mittelfeld der Tabelle platzierten Mannschaften kehrte Ohl mit seiner aus Paderborn stammenden späteren Frau in seine Heimat Victoria zurück. Das Paar hat einen Sohn.
Mittlerweile war sein Hochschultrainer Ken Shields kanadischer Nationaltrainer geworden und so spielte Ohl zusammen mit seinen früheren Mannschaftskameraden Pasquale und Kazanowski sowie unter anderen Leo Rautins bei der Amerikameisterschaft 1989, wo die kanadische Auswahl nach der knappen Viertelfinalniederlage mit 73:75 gegen eine US-Auswahl aus Collegespielern noch den fünften Platz erreichte. Dieser Platz reichte gerade noch zur Qualifikation für die WM-Endrunde 1990 in Argentinien, wo der kanadischen Auswahl, in die auch NBA-Profi Rick Fox zurückkehrte, unter 16 Teilnehmern ein zwölfter Platz gelang, nachdem man das abschließende Spiel 92:93 gegen Venezuela verlor, den Konkurrenten aus dem eigenen Kontinentalverband FIBA Amerika. Die Venezolaner waren es auch bei der als Olympiaqualifikation durchgeführten Amerikameisterschaft 1992, welche im Viertelfinale nach dem 76:72-Erfolg die Teilnahme der Kanadier am olympischen Basketballturnier 1992 verhinderten. Ohne Rick Fox konnte auch die Teilnahme von Bill Wennington, der später mit Michael Jordan und Scottie Pippen noch drei NBA-Meisterschaften bei den Chicago Bulls gewann, in der kanadischen Auswahl nichts daran ändern, nachdem man in der Vorrunde dem Dream Team mit NBA-Profis bereits 61:105 unterlegen war. Nach der verpassten Olympiaqualifikation war Ohl auf höchstem Niveau nicht mehr selbst aktiv.
Stattdessen trainierte Ohl selbst Basketballmannschaften unter anderem am Camosun College in Victoria und baute sich eine berufliche Existenz als Unternehmensberater mit seiner Firma The Leaders Edge auf. Trotz einer MS-Diagnose blieb Ohl aktiv und arbeitete weiter unter anderem als Trainerassistent an seiner Alma Mater, die ihn 2015 in ihre Sportler-Ruhmeshalle (englisch Sports Hall of Fame) aufnahm.